# Лірі Гега
Лірі Гега (алб. Liri Gega; 1918, Гірокастра — 1956, невідомо) — албанська комуністка та феміністка, членкиня політбюро ЦК Компартії Албанії в 1941—1944 роках. Очільниця жіночого антифашистського руху в Народній Республіці Албанія. Виступала на підтримку «хрущовської відлиги». За участь у спробі змістити Енвера Ходжу заарештована і вагітною розстріляна разом з чоловіком.

## Підпільниця та партизанка
Народилася 1918 року в заможній родині земляків Енвера Ходжі. У 1940 році закінчила Педагогічний інститут королеви-матері в Тирані. Перейнялася комуністичними поглядами, входила до складу корчинської підпільної комуністичної групи (разом з Енвером Ходжей, Кочі Дзодзе, Неджміє Джугліни, Фікірете Санджактарі).
У 1941 році Гега вступила до Комуністичної партії Албанії (з 1948 — Албанська партія праці, АПП). До 1944 року входила до складу політбюро ЦК. Брала участь у партизанському русі.

## Діячка жіночого руху
Після приходу комуністів до влади в Албанії Лірі Гега обрана депутаткою Народних зборів. Перебувала в керівництві кількох жіночих організацій, очолювала жіночий антифашистський рух.
Навіть після 1948 року, коли в результаті радянсько-югославського розколу режим Енвера Ходжі поривав з Югославією і обрушив репресії на «титовців», Лірі Гега не приховувала симпатій до югославських комуністів і колишніх зв'язків з Кочі Дзодзе і його прихильниками.
У 1946 році Гега одружилася з генералом Далі Ндреу. Народила дочку Ладвіє у 1948 році. Служила в адміністрації системи освіти.

## Опозиціонерка
З середини 1950-х, особливо в 1956 році, під впливом XX з'їзду КПРС, в АПП виник опозиційний рух. Деякі партійні функціонери стали висловлюватися на користь уповільнення темпів індустріалізації і колективізації, більшої уваги рівню життя мас, «демократизації партійного життя». Ставилося питання про реабілітації «титовців».
Головними прихильниками «хрущовської відлиги» в Албанії були колишній міністр внутрішніх справ і фінансів Тук Якова (один із засновників албанської компартії) і секретарка ЦК Лірі Белішова. В таємний політичний контакт з ними вступили генерали Далі Ндреу і Панайот Плаку. До цієї групи належала і Лірі Гега.
Виступ проти Енвера Ходжі і Мехмета Шеху був запланований на конференції парторганізації Тирани у квітні 1956 року, через два місяці після XX з'їзду КПРС. Значна частина делегатів налаштувалася підтримати генералів Плаку і Ндреу. Однак ці плани стали відомі міністру оборони Бекиру Балуку і міністру внутрішніх справ Кадрі Хазбіу, начальнику Сігурімі. Виступи опозиціонерів були припинені, 27 делегатів арештовані, конференція оголошена «югославською змовою». Панайот Плаку втік до Югославії, де в 1957 році був убитий агентами Сігурімі. Тук Якова засуджений до 20 років ув'язнення та в 1959 році помер у в'язниці. Лірі Белішова інтернована в 1960 році.

## Арешт і страта
Лірі Гега була заарештована разом з чоловіком. Їй пред'явили звинувачення в змові з метою захоплення влади, дискредитації партійно-урядового керівництва, зв'язки з югославською розвідкою. На слідстві Гега вела себе стійко, підтверджувала своє негативне ставлення до партійних керівників — «не тільки з політичних причин, а й через їх особисту аморальність, байдужість до простих людських проблем».
У 1982 році екс-міністр внутрішніх справ Кадрі Хазбіу був звинувачений у змові проти Енвера Ходжі. Його, зокрема, звинувачували у зв'язках з Ндреу і Гегою. Хазбіу дав витребувані слідством свідчення, ніби він обіцяв зберегти їм життя. Якщо ця обіцянка дійсно мала місце, вона виявилося обманом.
Суд засудив Далі Ндреу і Лірі Гегу до смертної кари. Вирок не був пом'якшений, незважаючи на вагітність Геги. На звернення Микити Хрущова Енвер Ходжі відповів відмовою. У грудні 1956 року (точна дата і місце залишаються невідомі) Лірі Гега і Далі Ндреу були розстріляні.
Страту чоловіка і вагітної дружини викликала обурення серед радянського керівництва. Незабаром із НРА був відкликаний посол СРСР Леонід Крилов.

## Пам'ять
У сучасній Албанії Лірі Гега, незважаючи на комуністичні погляди, зараховується до борців проти диктатури.
За спогадами Ладвіє Мерлікі (до шлюбу Ндреу), Лірі Гега була турботливою матір'ю і відрізнялася добрим характером. Її захопленням була кулінарія, особливо приготування пирогів з локшиною.